# Lijst van alumni en medewerkers van de Radboud Universiteit
Dit is een lijst van alumni en medewerkers van de Radboud Universiteit Nijmegen (voorheen Katholieke Universiteit Nijmegen) met een lemma op de encyclopedie.

## Medewerkers
- Wim Aalders
- Hans van Abeelen
- Gerard Alberts
- Elsbeth Boor
- Alex Brenninkmeijer
- Antoon Croonen
- Wim van den Goorbergh
- Paul de Graaf
- Margo Groenewoud
- Rob Hajer
- Corrie Hermann
- Godelieve van Heteren

- Alexandra van Huffelen
- Vincent Hunink
- Jan Hoogveld
- Paul Jungbluth
- Hanneke Kalf
- Eric de Kuyper
- Jan van der Lans
- Ad Lansink
- Piet Leupen
- Monika Mościbrodzka
- Konstantin Novoselov
- Roland Pierik

- Jo Ritzen
- F.M.A. van Schaeck Mathon
- Hannie Singer-Dekker
- Bernard Slicher van Bath
- Maarten Solleveld
- Paul Sporken
- Tatjana van Strien
- Pauline Terreehorst
- Bert Vanheste
- Leon Wecke
- Roelof de Wijkerslooth
- Erik-Jan Zürcher

## (Oud-)hoogleraren
Zie ook: Lijst van rectores magnifici van de Radboud Universiteit Nijmegen
- Noëlle Aarts
- Conny Aerts
- Bram Achterberg
- Dries van Agt
- Bernardus Alfrink
- Cornelis Alkemade
- Hendrik Andriessen
- Zacharias Anthonisse O.F.M. Cap.
- Everhardus Jacobus Ariëns
- Henk Barendregt
- Leo Beaufort
- Harry Bekkering
- Marie-Louise Bemelmans-Videc
- Govaert van den Bergh
- Bas Bloem
- Jules Bogaers
- René ten Bos
- Paul Bovend'Eert
- Titus Brandsma O.Carm.
- Gerard Brom
- Andreas Burnier
- Ybo Buruma
- Jan Buursink
- Piet Buijnsters
- Frits Buytendijk
- Alexander Cools
- Ruud Cools
- Geert Corstens
- Anne Cutler
- Jessica Dempsey
- Wil Derkse
- Ton Derksen
- Ap Dijksterhuis
- Hans Doorewaard
- Anton van Duinkerken
- Theo Engelen
- Heino Falcke
- Kees Fens
- Roel Fernhout
- Paula Fikkert
- Andre Geim
- Jac. van Ginneken
- Evert Frans van der Grinten
- Wim van der Grinten
- Ger Groot
- Paul Groot (sterrenkundige)
- Willem Grossouw

- Frans Haarsma
- Peter Hagoort
- Carolien van Ham
- Marijke Haverkorn
- Olivier Hekster
- Hubert Hermans
- Jan Hoogveld
- Jörg Hörandel
- Wilhelm Huck
- Henricus Huijbers
- Bart Jacobs
- Corjo Jansen
- Harry Janssen
- Ger Janssens
- Johannes Janssens
- Jan Jonker
- Peter Jonker
- Jos Joosten
- Eric Kellerman
- Jos van Kemenade
- Jan Keunen
- Jan Kleinpenning
- Kees Klop
- Kees Koster
- Piet Kouwe
- Sjeng Kremers
- Han van Krieken
- Jan Kuijpers
- Klaas Landsman
- Jan Leijten
- Andrew Levan
- Willem Levelt
- Hans Ferdinand Linskens
- Jef Maeijer
- Hjalmar van Marle
- Frits van der Meer
- Bert Meijer
- Gerard Meijer
- Harry Meinardi
- Peter Moleman
- Franz Mönks
- Daniël de Moulin
- Martin Jan van Mourik
- Barrie Needham
- Anneke Neijt
- Gijs Nelemans

- Nico Nelissen
- Peter Nissen
- Jan Nuchelmans
- Palmyre Oomen
- Marc van Oostendorp
- Jan van der Ploeg
- Jan Josephus Poelhekke
- Willem Pompe
- Reinier Post
- Peter Raedts
- Robert Regout
- Peter Rietbergen
- Bertus de Rijk
- Lodewijk Rogier
- Matthias van Rossum
- Ferdinand Sassen
- Peter Jan Schellens
- Désiré Scheltens
- Edward Schillebeeckx
- Piet Schoonenberg
- Roel Schutgens
- Kees Schuyt
- Pieter Seuren
- Caroline Slomp
- Sjef van Tilborg
- Joseph Timmers
- Maarten van den Toorn
- Roel in 't Veld
- Frank Verbunt
- Leonard Verburg
- Gerard Veringa
- Ben Vermeulen
- Piet Verschuren
- Roos Vonk
- Ferdinand de Waele
- Rens Waters
- Toon Weijnen
- Victor Westhoff
- Daniël Wigboldus
- Gerrit Wissink
- Jenno Witsen
- Agaath Witteman
- Ellen van Wolde
- Dick de Zeeuw

## (Oud-)studenten
- Dries van Agt
- Louis Beel
- Rob van de Beeten
- Jan van Bemmel
- Frits Bernard
- Ger Biermans
- Ton Bisseling
- Hugo Willibrord Bloemers
- Tom ter Bogt
- Claudia Bokel
- Godfried Bomans
- Ernst von Bönninghausen
- Stef de Bont
- Douwe Breimer
- Edward Brongersma
- Hubert Bruls
- Marjo Buitelaar
- Vincent van der Burg
- Walther Burgering
- Jo Cals
- Wim van de Camp
- Charlotte Caspers
- Moises Frumencio da Costa Gomez
- Wim Crusio
- René Danen
- Laurens Dassen
- J.A. Dautzenberg
- Willibrord Davids
- Hans Dekkers
- Paul Depla
- Ingrid van Engelshoven
- Silvio Erkens
- Pieter van Geel
- Ellen Gerrits
- Aart Jan de Geus
- Louis Gooren
- Thom de Graaf
- Toine Gresel
- Bart Groothuis
- Peter Hagoort
- Alexander van Hattem
- Cathrijn Haubrich-Gooskens
- Ad Havermans
- Pé Hawinkels
- Hans Heestermans
- A.F.Th. van der Heijden
- Marcel van der Heijden
- Hans van Heijningen
- Lilian Helder
- Ben Herbergs
- Jos Hermans
- Loek Hermans
- Jos Hessels
- Malou van Hintum
- Jan van Hoof
- Hans van Hooft sr.
- Frank Houben
- Henri van Hövell van Wezeveld en Westerflier

- Marcel Hulspas
- Fred van Iersel
- Sara Issaoun
- Marleen Janssen
- Luc Jaspar
- Rob Jetten
- Gijs Jolink
- Froukje de Jonge
- Jos Joosten
- Rely Jorritsma
- Paul Jungbluth
- Hanneke Kalf
- Agnes Kant
- Frans Kellendonk
- Leon van Kelpenaar
- Michiel van Kempen
- Joke Kersten
- Andreas Kinneging
- Ben Knapen
- Monica Kock
- Myra Koomen
- Constantijn Kortmann
- Sjeng Kremers
- Tabitha van Krimpen
- Björn Kuipers
- Frans Kusters
- Jan ter Laak
- Medy van der Laan
- Ursie Lambrechts
- Rudy Lampe
- Jos van der Lans
- Jan Latten
- Gerard Leckie
- Ton Lemaire
- Henri Lenferink
- Jan Leijten
- Tineke Lodders
- Marisol Lopez-Tromp
- Sid Lukkassen
- Ad van Luyn
- Jan Mans
- Victor Marijnen
- Lilian Marijnissen
- Maria Martens
- Wim Mateman
- Erik Matser
- Frits van der Meer
- Sandra Meeuwsen
- Hans van Mierlo
- Caesarius Mommers
- Henk Molleman
- Charles Moons
- Max Moszkowicz sr.
- Martin Jan van Mourik
- Maud Mulder
- John Neervens
- Lambert van Nistelrooij
- Henri Nouwen
- Gabriël Nuchelmans
- Thomas Olde Heuvelt

- Emil van Oers
- David van Ooijen
- Tom Ordelman
- Titus Panhuysen
- Karla Peijs
- Jean Penders
- Jack Plooij
- Harry G.M. Prick
- Marije te Raa
- Mark Retera
- Jean-Pierre van Rijen
- Jan de Roder
- Lia Roefs
- Ton Rombouts
- René Römer
- Evert Rongen
- Geert van Rumund
- Dick Schoof
- Frans Schols
- Jan Schrijen
- Leoni Sipkes
- Anne-Marie Spierings
- John Steegh
- Henri van Straelen
- Gom van Strien
- Tineke Strik
- Gerard Stubenrouch
- Tof Thissen
- Jan Thijssen
- Frans Timmermans
- Evelien Tonkens
- Hylke Tromp
- Patricia Veldhuis
- Hayke Veldman
- Abdul-Jabbar van de Ven
- Joop van der Ven
- Kees Vendrik
- Thomas Verbogt
- Co Verdaas
- Rita Verdonk
- Cornelis Verhoeven
- Hester Veltman-Kamp
- Erik Vink
- Elmar Vlottes
- Jacq Vogelaar
- Josse de Voogd
- Berend-Jan van Voorst tot Voorst
- Andreas Voss
- Victor Vroomkoning
- Ed Wagemakers
- Paul Weelen
- Lisa Westerveld
- Frans Wiertz
- Wil Wilbers
- Edy de Wilde
- Bart van Winsen
- Jenno Witsen
- Agaath Witteman
- Diana de Wolff
- Leon van der Zanden
- Michelle van Tongerloo
- Erik-Jan Zürcher